# کریستین ویلهمسن
کریستین ویلهمسن، نام مستعار چیپن (تلفظ سوئدی: [ˈkrɪstɪjan ˈɕɪpɛn ˈvɪl(h)ɛ(l)m.ˈsɔn]) (زاده ۸ دسامبر ۱۹۷۹- مالمو) بازیکن سوئدی و باشگاه فوتبال الهلال عربستان است. او در مسابقات یورو ۲۰۱۲ نیز در
ترکیب تیم ملّی فوتبال سوئد حاضر بود و بازی کرد ولی موفّق به گلزنی نشد.

## گل‌های بین‌المللی
| #  | تاریخ         | محل برگزاری                       | حریف        | امتیاز | نتیجه | رقابت                         |
| -- | ------------- | --------------------------------- | ----------- | ------ | ----- | ----------------------------- |
| ۱. | ۱۳ اکتبر ۲۰۰۴ | ورزشگاه لاوگاردالسفولور           | ایسلند      | ۰–۴    | ۱–۴   | مقدماتی جام جهانی ۲۰۰۶        |
| ۲. | ۴ ژوئن ۲۰۰۵   | الّیو، گوتنبورگ                    | مالت        | ۰–۳    | ۰–۶   | مقدماتی جام جهانی ۲۰۰۶        |
| ۳. | ۱۱ اکتبر ۲۰۰۶ | ورزشگاه لاوگاردالسفولور، ریکیاویک | ایسلند      | ۱–۲    | ۱–۲   | مقدماتی جام ملت‌های اروپا ۲۰۰۸ |
| ۴. | ۱۳ اکتبر ۲۰۰۷ | راین پارک، فادوتس                 | لیختن‌اشتاین | ۰–۲    | ۰–۳   | مقدماتی جام ملت‌های اروپا ۲۰۰۸ |
| ۵. | ۲ ژوئن ۲۰۱۰   | استادیوم دینامو، مینسک            | بلاروس      | ۰–۱    | ۰–۱   | دوستانه                       |

## افتخارات
اندرلشت
- لیگ برتر بلژیک: ۰۴–۲۰۰۳, ۰۶–۲۰۰۵

آ.اس. رم
- کوپا ایتالیا: ۲۰۰۷

الهلال عربستان
- لیگ حرفه‌ای عربستان: ۱۰–۲۰۰۹
- جام حذفی عربستان: ۰۹–۲۰۰۸, ۱۰–۲۰۰۹